# Поверхня Безьє
Поверхня Безьє є різновидом математичного сплайна, використовуваним в комп'ютерній графіці, автоматизованому проектуванні і моделюванні методом скінченних елементів. Як і у випадку кривої Безьє, поверхня Безьє визначається набором контрольних точок. Попри значну подібність до інтерполяції, основна відмінність полягає в тому, що поверхня, в загальному випадку, не проходить через центральні контрольні точки; скоріше, вона «розтягується» відносно них так, ніби кожна з них є центром тяжіння. Поверхні Безьє візуально впізнавані, і математично зручні для багатьох застосувань.

## Історія
Поверхні Безьє були вперше описані в 1962 році французьким інженером П'єром Безьє, який використовував їх для проектування автомобільних кузовів. Поверхні Безьє можуть бути будь-якого степеня, але бікубічні поверхні Безьє зазвичай забезпечують достатню кількість ступенів вільності для більшості потреб.

## Рівняння поверхні

Приклад поверхні Безьє

Поверхня Безьє порядку {\displaystyle (n,m)} задається {\displaystyle (n+1)*(m+1)} контрольними точками {\displaystyle {P}}_{i,j}. Вона відображає одиничний квадрат гладкою безперервною поверхнею, вкладеною в простір тієї ж розмірності, що і {{\displaystyle {P}}_{i,j}}. Наприклад, якщо P — це точки в чотиривимірному просторі, то поверхня також буде в чотиривимірному просторі. Двовимірна поверхня Безьє може бути визначена як параметрична поверхня, коли становище точки р як функції параметричних координат u, v визначається за формулою:
{\displaystyle {\mathbf {p} }(u,v)=\sum _{i=0}^{n}\sum _{j=0}^{m}B_{i}^{n}(u)\;B_{j}^{m}(v)\;{\mathbf {P} }_{i,j},}
де {\displaystyle \displaystyle u,v\in (0,1)}, а {\displaystyle B} - многочлени Бернштейна:
{\displaystyle B_{i}^{n}(u)={n \choose i}\;u^{i}(1-u)^{n-i}={\frac {n!}{i!(n-i)!}}\;u^{i}(1-u)^{n-i}}
Деякі властивості поверхонь Безьє:
- Поверхня Безьє перетворюється так само, як і її контрольні точки при всіх лінійних перетвореннях та зрушеннях.
- Усі u = const і  v = const лінії в просторі (u, v), і, зокрема, всі чотири ребра деформованого одиничного квадрата (u, v) є кривими Безьє.
- Поверхня Безьє буде повністю лежати всередині опуклої оболонки своїх контрольних точок, і, отже, також повністю в межах рамки своїх контрольних точок в будь-якій заданій декартовій системі координат.
- Точки на латці, відповідній кутам деформованого одиничного квадрата, збігаються з чотирма контрольними точками.
- Проте, поверхня Безьє, як правило, не проходить через інші свої контрольні точки.

## Поверхні Безьє в комп'ютерній графіці

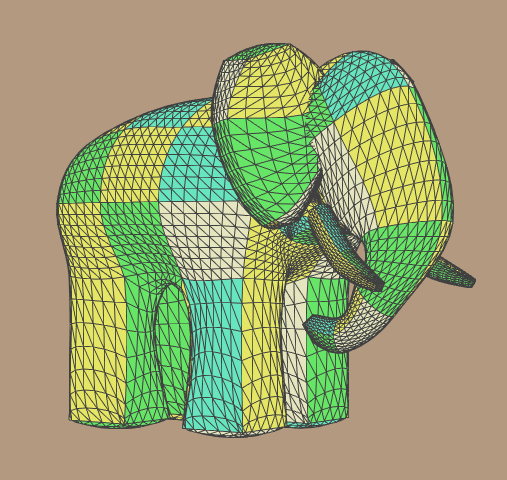
Модель «Gumbo» Едвіна Кетмелла складена з латок

Латкові сітки Безьє перевершують трикутні сітки як метод представлення гладких поверхонь, оскільки вони набагато компактніші, ними легше маніпулювати, і вони мають набагато кращі властивості безперервності. Крім того, інші загальні параметричні поверхні, такі як сфери і циліндри можна добре апроксимувати відносно невеликим числом кубічних латок Безьє.
Латку Безьє порядку {\displaystyle (n,m)} можна побудувати з двох трикутників Безьє порядку m+n, або з одного трикутника Безьє порядку m+n, з областю визначення у вигляді квадрата замість трикутника.
Трикутник Безьє степеня m може бути також побудований з поверхні Безьє (m, m) порядку, з такими контрольними точками, щоб один край був стиснутий в точку, або з областю визначення даних у вигляді трикутника, а не квадрата.